# Masters de Montecarlo 1978
El Abierto de Montecarlo 1978 fue un torneo de tenis masculino jugado sobre tierra batida. Fue la 72.ª edición de este torneo. Se celebró entre el 10 y el 16 de abril de 1978.

## Campeones

### Individuales
Raúl Ramírez vence a  Tomáš Šmíd, 6–3, 6–3, 6–4.

### Dobles
Peter Fleming /  Tomáš Šmíd vencen a  Jaime Fillol /  Ilie Năstase, 6-4, 7-5.